# Serghei Covaliov
Serghei Covaliov (ur. 14 października 1944 w Mila, zm. 16 maja 2011 w Letei) – rumuński kajakarz, kanadyjkarz. Dwukrotny medalista olimpijski.
Brał udział w dwóch igrzyskach (IO 68, IO 72) i na obu zdobywał medale: złoto w Meksyku i srebro cztery lata później. Podczas obu startów partnerował mu Ivan Patzaichin. Pięć razy stawał na podium mistrzostw świata, sięgając po trzy złota (C-2 1000 m: 1966, 1970, 1973), jedno srebro (C-2 1000 m: 1971) i brąz (C-2 10000 m: 1971).